# Olga Boznańska
Olga Boznańska (Cracovia, 15 de abril de 1865-París, 26 de octubre de 1940) fue una pintora polaca.

## Biografía
Olga Boznańska era hija de Adam Nowina Boznański, un ingeniero de ferrocarril polaco, y Eugenia Mondan, ciudadana francesa. La primera persona que le inspiró para dedicarse al arte fue su madre, quien fue su primera profesora de dibujo.
Entre 1883 y 1886, recibió formación de Kazimierz Pochwalski y Józef Siedlecki, y asistió a los cursos superiores para mujeres de Adrian Baraniecki, donde sus profesores fueron Hipolit Lipiński y Antoni Piotrowski. La escuela de Baraniecki era la principal alternativa de que disponían las mujeres de Cracovia que deseaban dedicarse a las bellas artes, ya que la Universidad Jaguelónica no admitió mujeres hasta 1894.
De 1886 a 1889 estudió en la Academia de Bellas Artes de Múnich con Karl Kricheldorf y Wilhelm Dürr. Allí desarrolló sus habilidades copiando los trabajos de los viejos maestros disponibles en la Pinacoteca Antigua de Múnich y los cuadros de Velázquez de Viena. En Múnich fueron sus mentores Józef Brandt y Alfred Wierusz-Kowalski. En la capital bávara abrió su propio estudio. En 1895 se hizo cargo de la escuela de pintura de Teodor Hummel. En 1898 se estableció en París.
Boznańska fue miembro de la Sociedad de Artistas Polacos «Arte» (Towarzystwo Artystów Polskich “Sztuka"), la francesa Société Nationale des Beaux-Arts, la Sociedad Polaca de Artes y Letras de París y la Sociedad Internacional de Escultores, Grabadores y Pintores de Londres.
Tras su primera exposición en la Sociedad de Amigos de las Bellas Artes de Cracovia, realizó otras en Polonia, el resto de Europa y los Estados Unidos: en Berlín (1892, 1893, 1913), Múnich (1893), Praga, Londres, París (1896), el Instituto Carnegie de Pittsburgh (1901, 1906, 1907, 1920-28), Viena (1902, 1908), Ámsterdam (1912) y Venecia (1910, 1914, 1938).
El Museo Nacional de Cracovia adquirió en 1896 su primera obra de Boznańska, el Retrato del pintor Paweł Nauen. Este mismo museo recibió el legado de la pintora tras su muerte. En 1960 organizó una gran exposición de la obra de la misma.

## Galardones
Recibió diversos premios, entre los cuales la medalla de oro de la exhibición internacional de Múnich (1905), la Legión de Honor (1912), el Grand Prix de la Exposición de París de 1939, y la Orden Polonia Restituta (1938).

## Estilo
La obra de Boznańska está fuertemente influida por las pinturas refinadas de James McNeill Whistler y por el estilo libre de Edouard Manet y Wilhelm Leibl, artistas que combinan el realismo con el impresionismo. En su periodo muniqués realizó retratos de cuerpo entero de gran formato. Fue entonces cuando definió su paleta de colores, reduciéndola a los oscuros, dominados por marrones, verdes, grises y negro, con el blanco y el rosa haciendo de contrapunto. Su temática se centraba en los retratos, aunque también incluía naturalezas muertas, interiores y algunos paisajes. En los retratos se manifiesta la influencia de Whistler: retratos intimistas en línea con el retrato expresivo modernista. Sus pinturas se centran en los rostros de los modelos, reflejando sus emociones y rasgos. Prestaba especial atención a las manos.
En sus retratos de madurez enfatiza la espiritualidad de sus modelos que, etéreos y desmaterializados, son psicológicamente expresivos. Las pinceladas dinámicas y los colores vibrantes producen el efecto de estrechar y aplanar el espacio. Sus retratos incluyen tanto a adultos como a niños, gente en actitud solemne o con el pensamiento perdido. también realiza en este periodo autorretratos, que revelan el efecto del paso del tiempo en las facciones y la actitud de la pintora.
En su periodo parisino produjo un buen número de excelentes bocetos de gente en espacios interiores, que concitan un sentimiento de intimidad, melancolía y concentración que se refuerza por la estrecha gama de marrones y grises que hace servir, avivados por puntos de blanco y carmín. A su vez, sus naturalezas muertas, algunas casi abstractas, se caracterizan por el esquematismo de las formas, las pinceladas nerviosas, los colores brillantes, una sofisticada armonía de colores y un hábil uso del color natural del fondo de cartón.

## Obra
- Retrato de un niño con uniforme de gimnasio, ca. 1890.[2]
- En el invernadero, 1890.[2]
- Niña joven y crisantemos, 1894.[2]
- Retrato del pintor Paweł Nauen, 1893.[2] Esta obra fue premiada con la medalla de oro en la Exposición de Viena.[1]
- Anémonas, 1901.[2]
- Retrato de Feliks Jasieński,1907.[2]
- Autorretrato, ca. 1906-7.[2]
- Naturaleza muerta con jarro, 1918.[2]

## Galería de imágenes

Obras destacadas
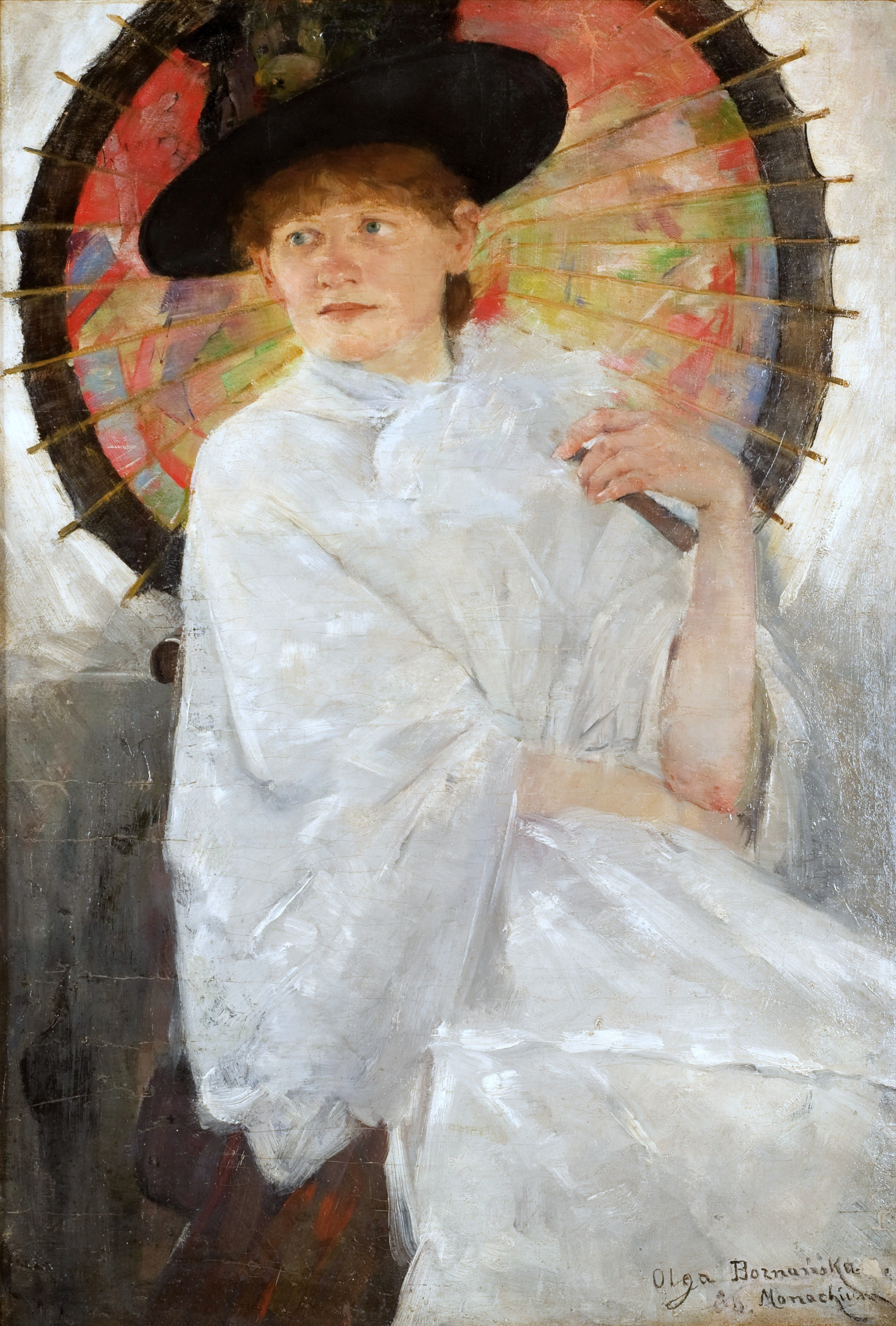
Mujer con sombrilla japonesa (1886)
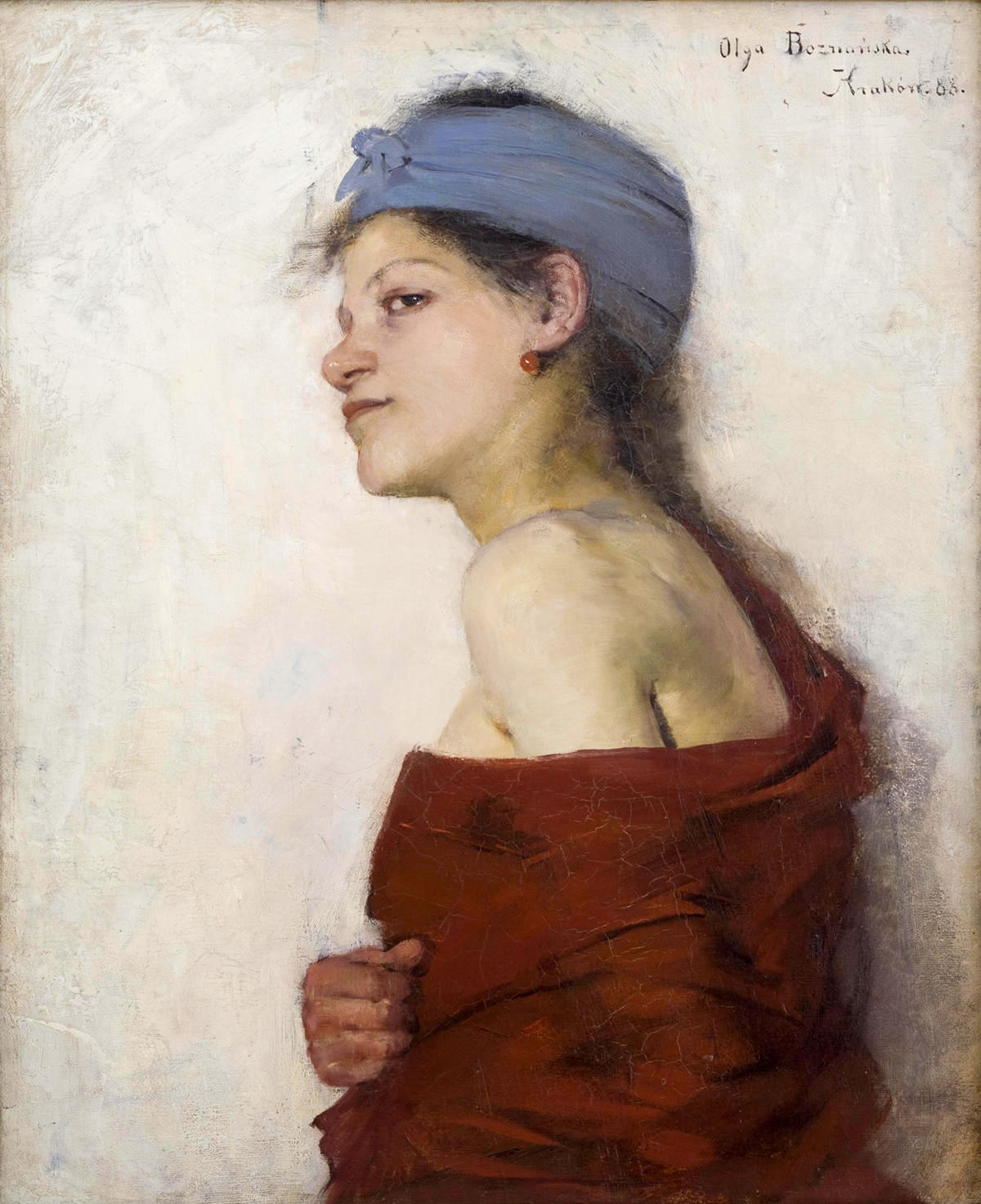
Retrato de mujer (1888) (Museo Nacional de Cracovia)
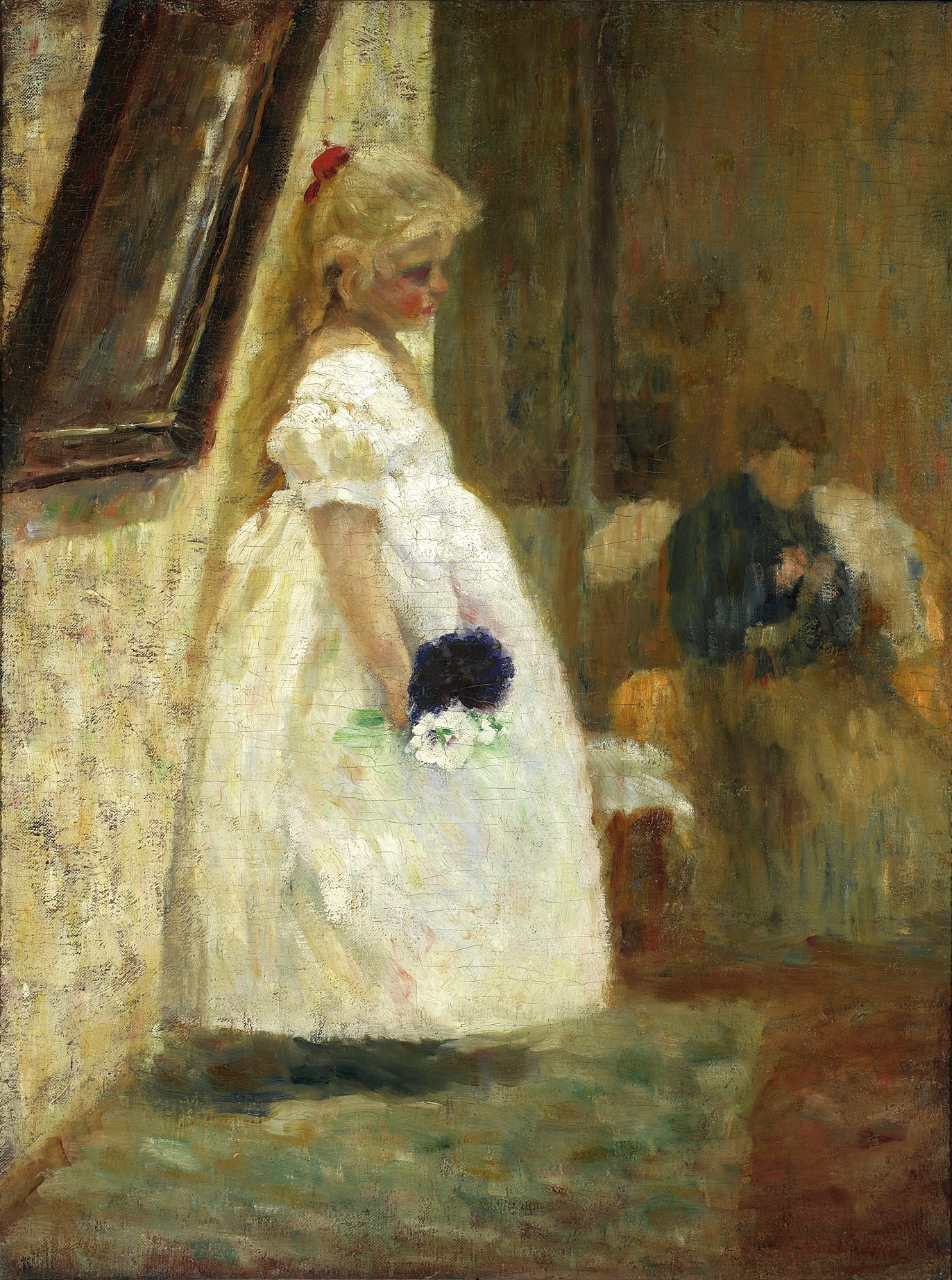
«Именины бабули» (1889)
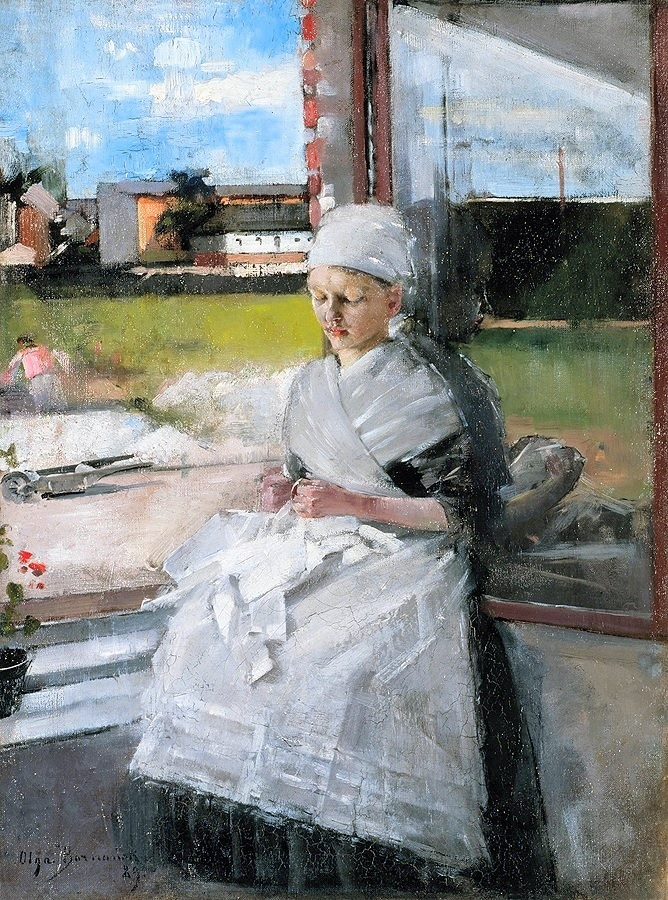
Bretonka  (1889)
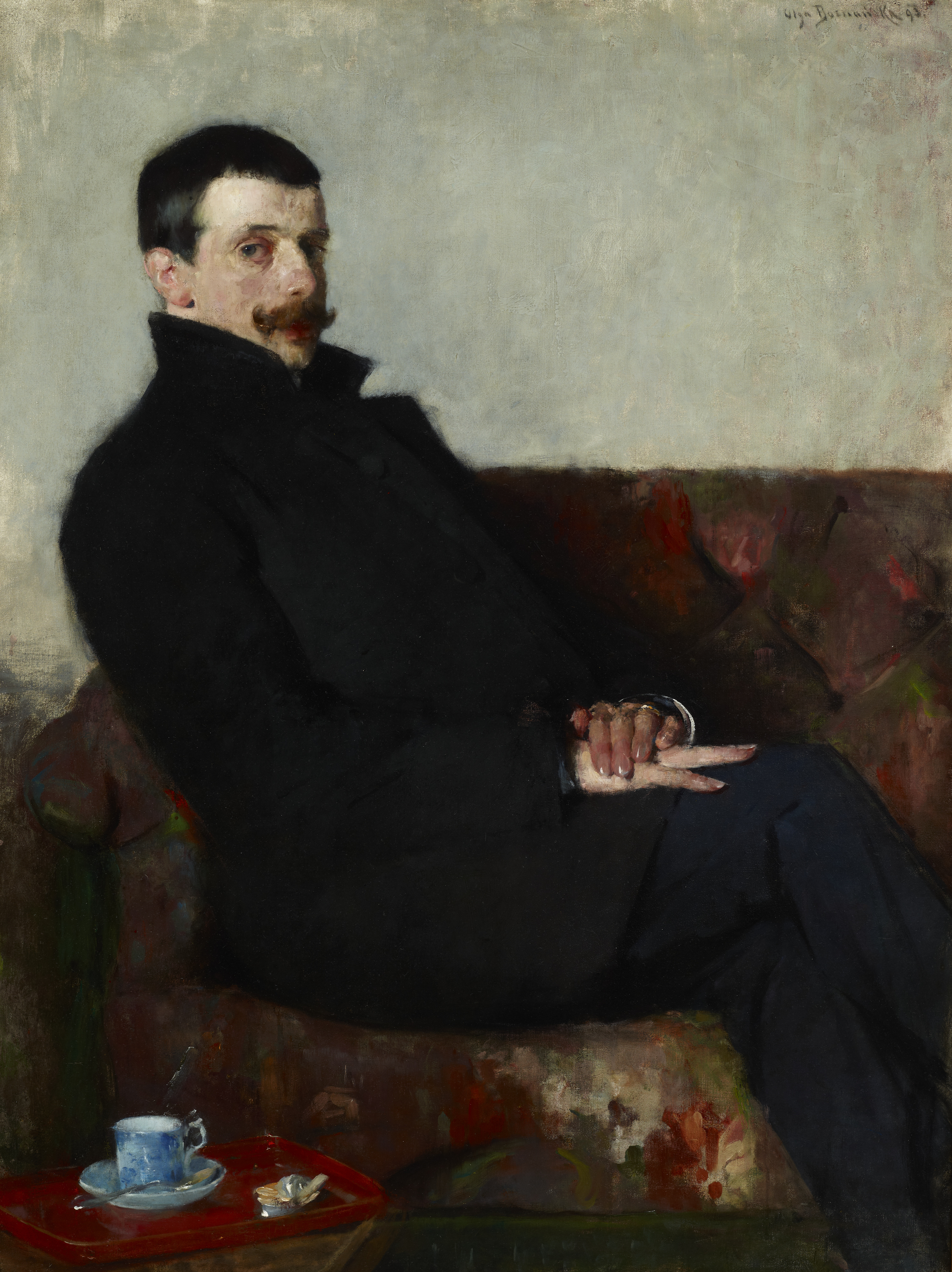
Retrato del pintor Paul Nauen (1893) (Museo Nacional de Cracovia)
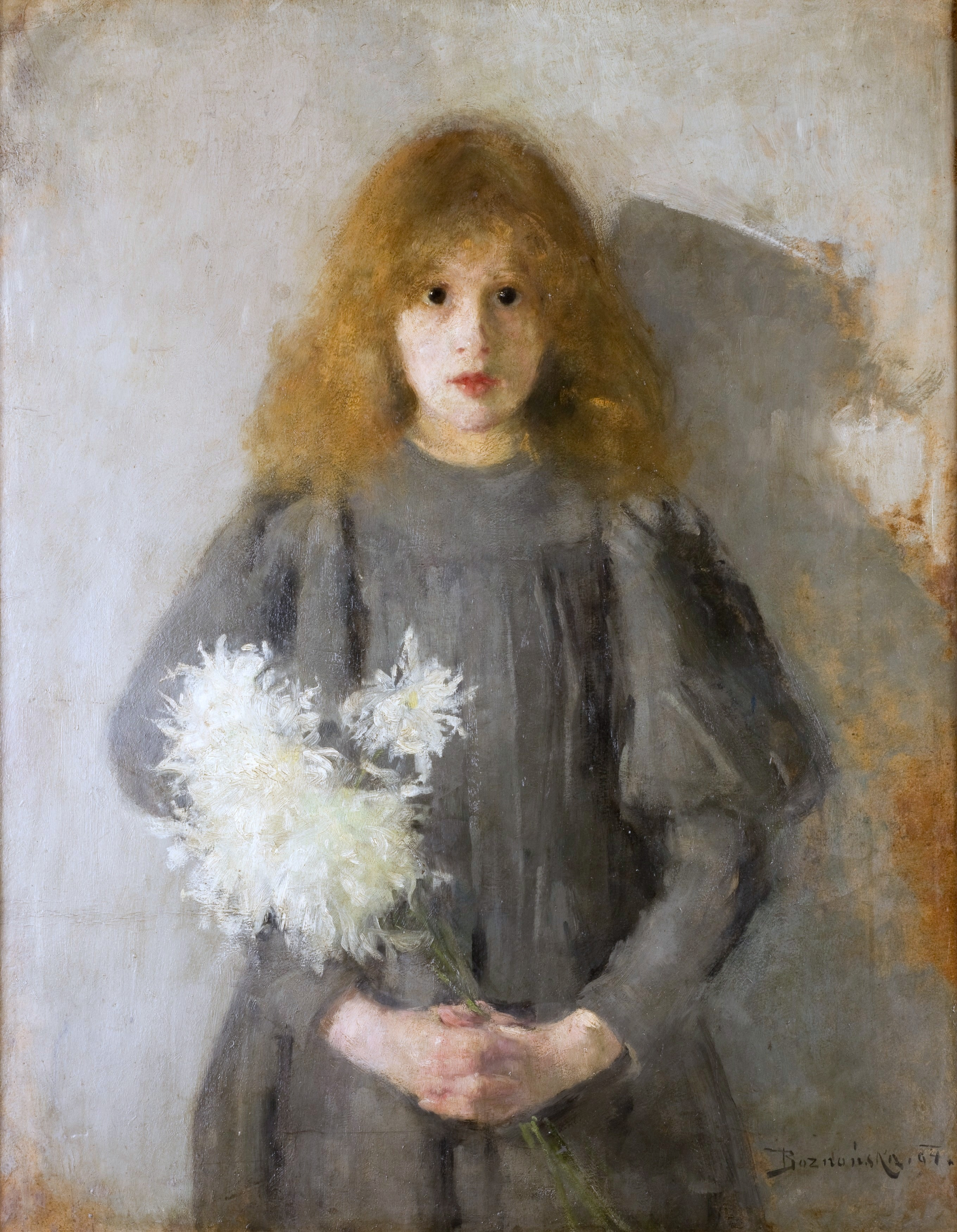
Niña con crisantemos (1894)
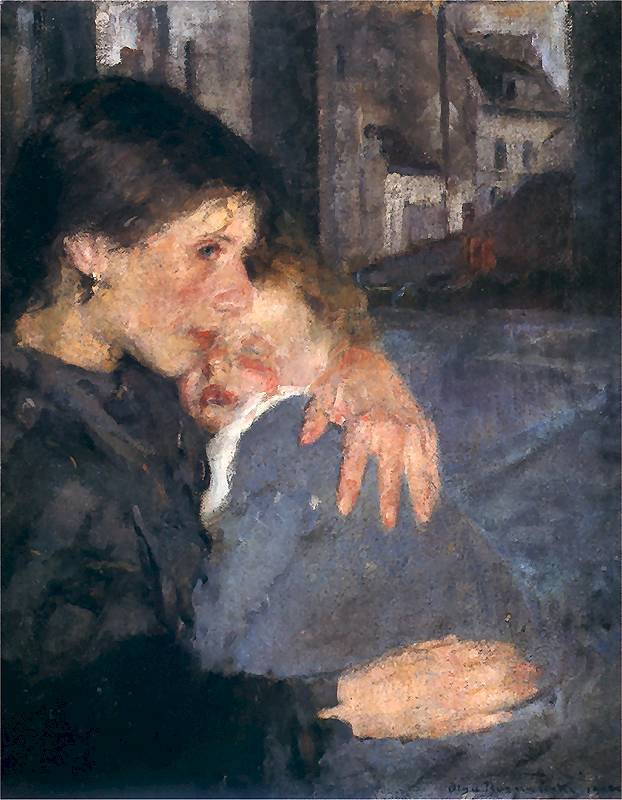
Maternidad (1902)
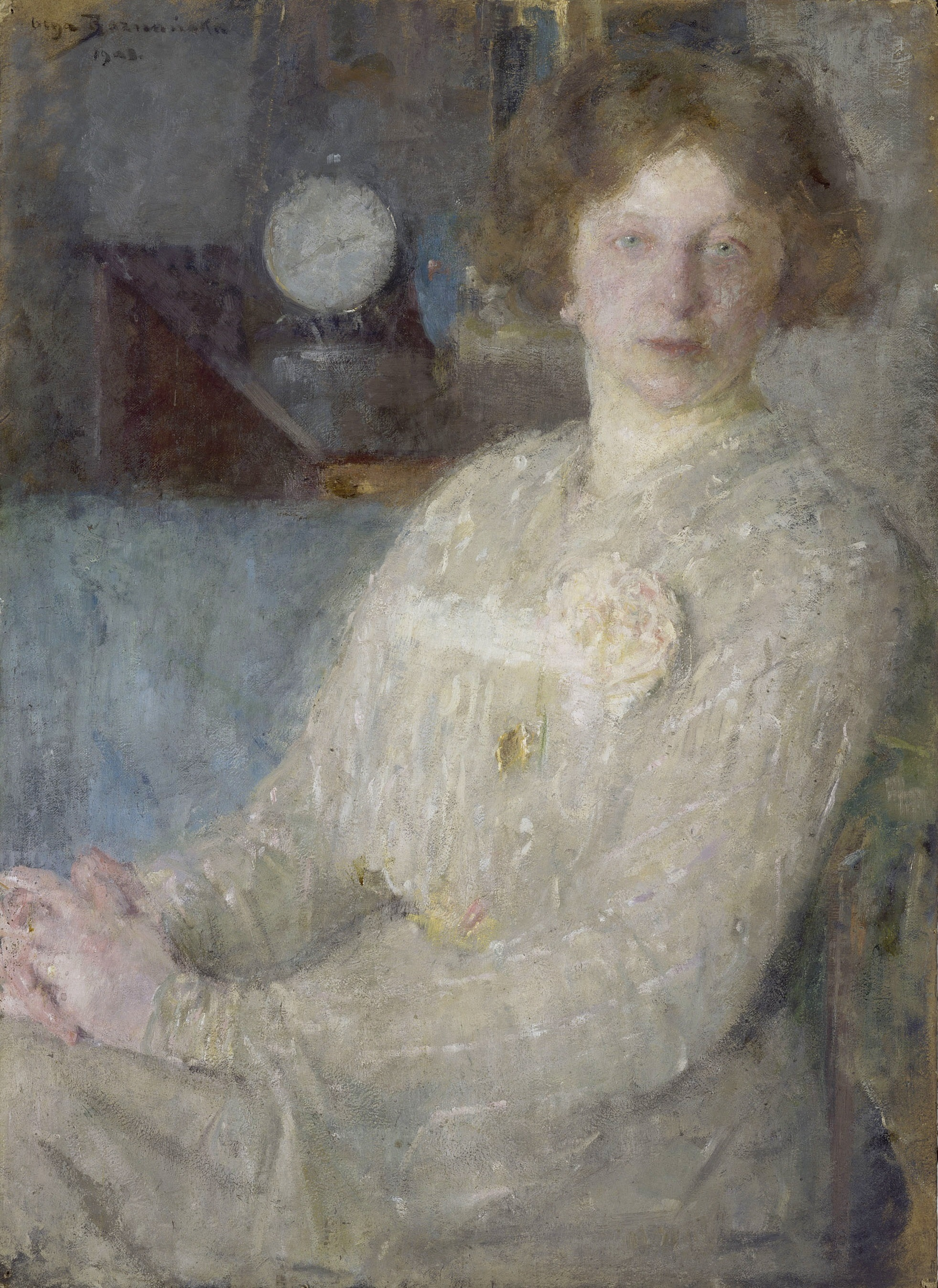
Retrato de Pani Dygat (1903)
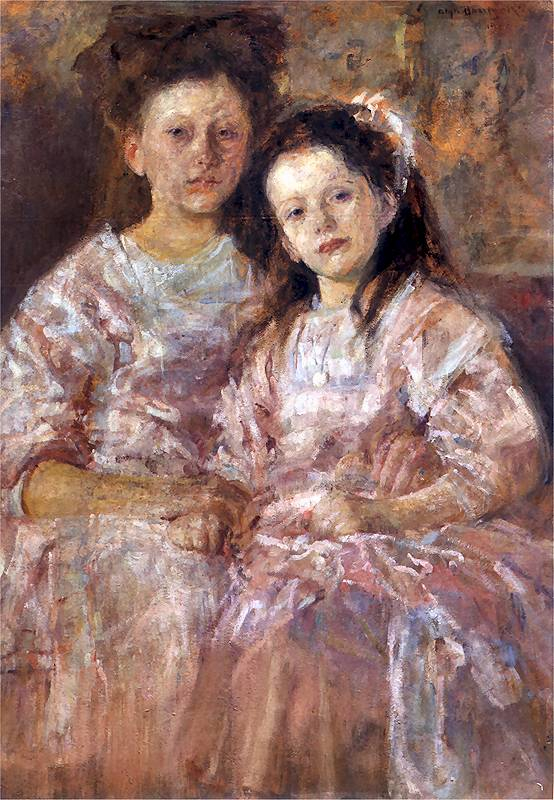
Two girls cuddling (1906)
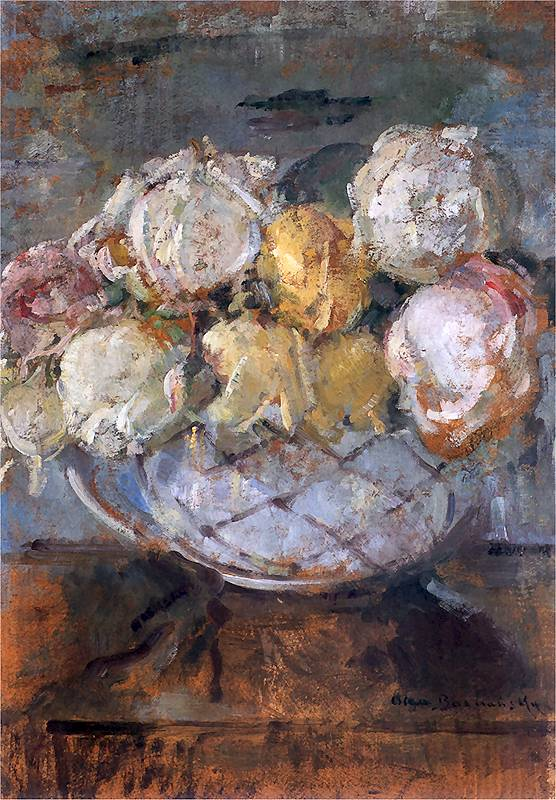
Rosas
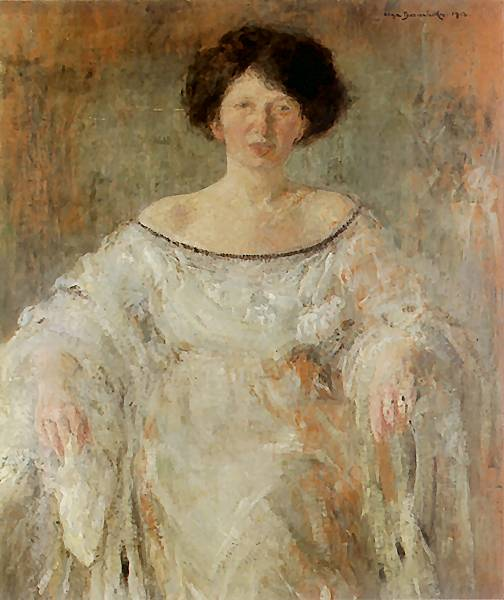
Retrato de una mujer joven en blanco (1912)
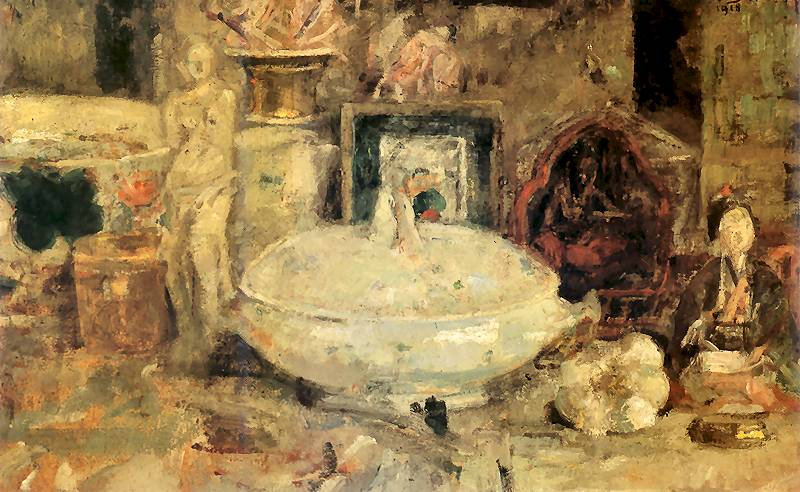
Naturaleza muerta con un jarrón (1918)
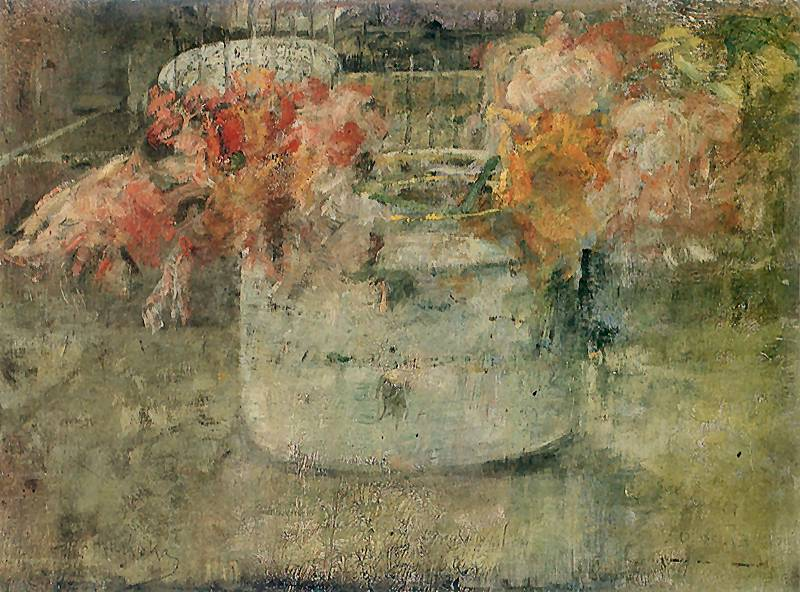
Flores (1921)